# Humptrup
Humptrup est une commune allemande, située dans le Land de Schleswig-Holstein, dans l'arrondissement de Frise-du-Nord.